# Versett
Als Versett (auch Versette, Versetto) wird ein kurzes, in der Regel von der Orgel gespieltes Musikstück bezeichnet. Es wird bei liturgischen Stücken (etwa Psalmen oder dem Magnificat) im Wechsel mit gesungenen Versen ausgeführt (Alternatim).
In der Musikgeschichte sind Versetten bis zum Anfang des 15. Jahrhunderts zurückzuverfolgen, erreichten ihren Höhepunkt aber vom 16. bis zum 18. Jahrhundert. Ursprünglich meist eine Cantus-firmus-gebundene Choralbearbeitung des Verses, an dessen Stelle sie stehen, entwickelte sich im späten 16. Jahrhundert eine Cantus-firmus-freie Bearbeitungsform, die im 18. Jahrhundert dominierend wurde. Sie ist ein nur noch tonartgebundenes Zwischenspiel und bedient sich in der Regel der Fugentechnik, aufgrund ihrer Kürze oft kaum mehr als eine Fugenexposition mit Schlusskadenz.
Zu den Komponisten, die Versetten für Orgel schrieben, zählen Antonio Valente, Domenico Zipoli, Georg Muffat (72 Versetl sammt 12 Toccaten), Franz Xaver Murschhauser, Wolfgang Amadeus Mozart (Zwei kleine Fugen bzw. Versetten, KV 154a), aber auch noch im 19. Jahrhundert insbesondere französische Komponisten wie Guillaume Lasceux, Louis Lefébure-Wély, Léon Boëllmann oder César Franck.